# 雷科沃农村居民点
雷科沃农村居民点（俄语：Лыковское сельское поселение）是俄罗斯联邦沃罗涅日州波德戈连斯基区所属的一个农村居民点。其下辖有4个居民点，行政中心为雷科沃。据2016年统计，该农村居民点的人口为558人。